# 北野美術館
北野美術館（きたのびじゅつかん、英: Kitano Museum of Art）は、長野県長野市若穂綿内にある美術館である。1968年（昭和43年）開館。運営は公益財団法人北野美術館。

## 概要

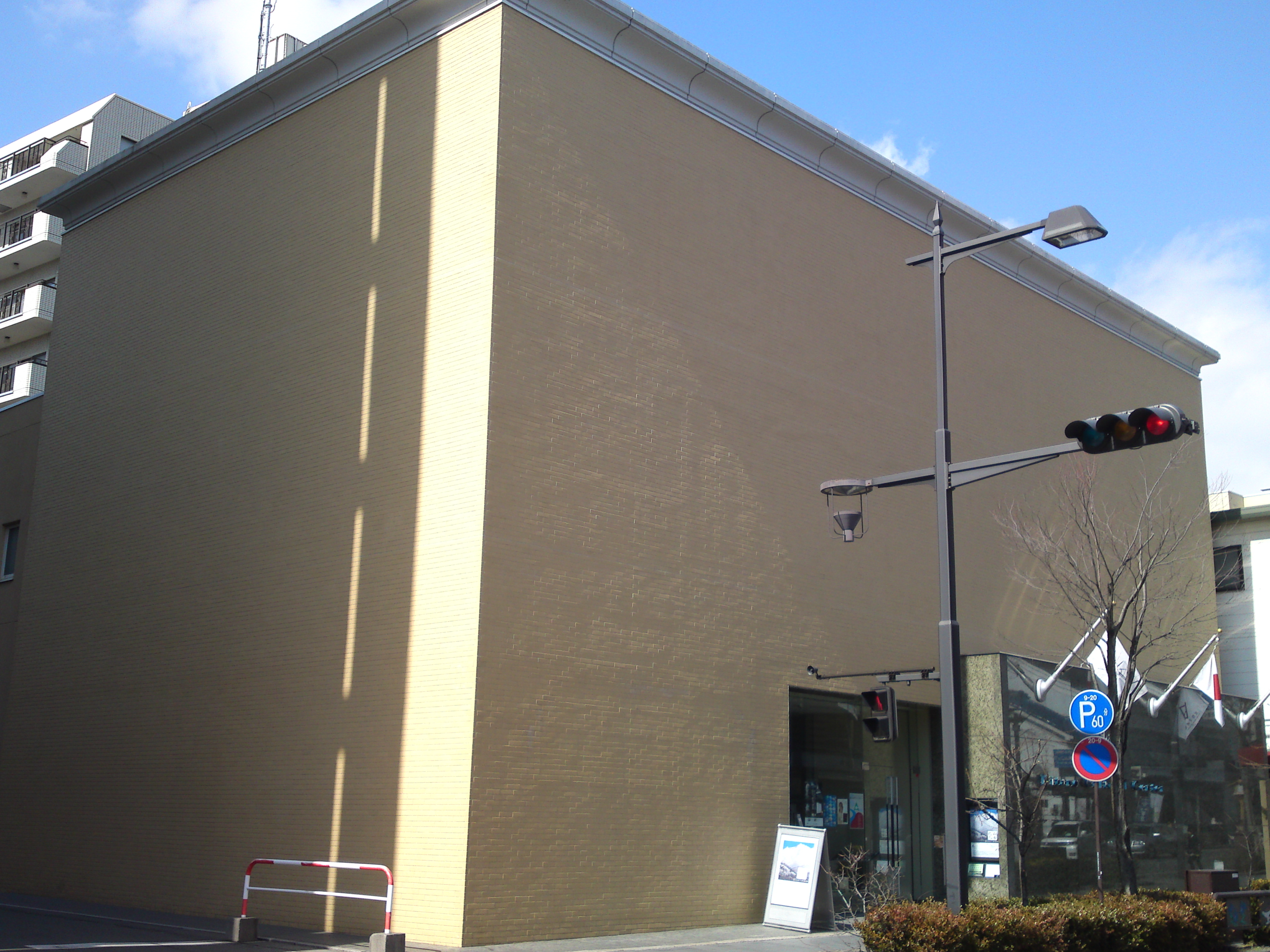
北野カルチュラルセンター

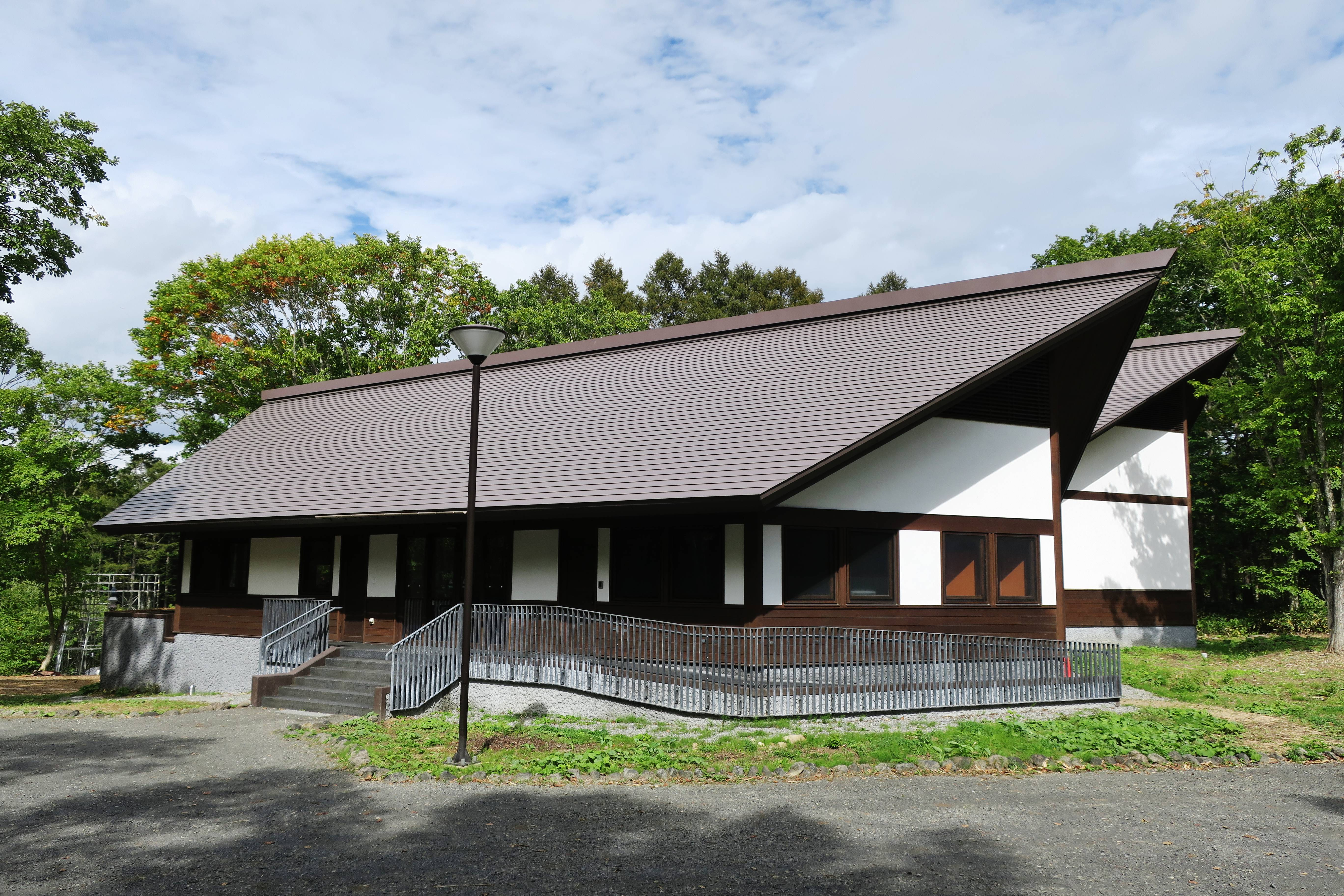
戸隠館

長野県最大の建設会社である北野建設を経営する実業家・北野吉登が所有する収蔵美術品を、美術館を建設し、広く公開することにより、地域文化の向上に寄与したいとの趣旨により設立された。
日本画・洋画・彫刻・書・工芸等600点余を所蔵。特に日本画、洋画は日本の近代絵画史上貴重な作品が数多く所蔵されているほか、海外巨匠の彫刻作品収集に力を注いでいる。美術館設計は皇居新宮殿の基本設計をはじめ著名な作品を残した吉村順三。造園設計は作庭家・重森三玲による枯山水。開館時の館長は河北倫明。
また、長野市中心部には更に開放的で実験的なアートスペースとしての美術館を目指して開館された別館である、北野カルチュラルセンターがある。

### 沿革
- 1968年（昭和43年）3月 - 開館
- 1993年（平成5年）6月 - 敷地内に、湯島天満宮信濃分社を建立
- 2002年（平成14年）8月 - 菅公千百年祭を記念し、湯島天満宮信濃分社の新社殿を造営
- 2003年（平成15年）4月 - 長野市西後町に別館北野カルチュラルセンターを開館
- 2015年（平成27年）4月22日 - 長野市戸隠に分館「北野美術館戸隠館」を開館[1][2]

## 主な収蔵作家
- 日本画：竹内栖鳳、上村松園、下村観山、菱田春草、速水御舟、鏑木清方、伊東深水
- 洋画：ルノワール、シャガール、ボナール、ピカソ、ユトリロ、木村荘八、小出楢重、岡鹿之助、岸田劉生
- 彫刻：グレコ、ロダン

など

## 営業
営業時間
- 3月〜11月： 9:00 - 17:00
- 12月〜2月： 9:30 - 16:30

休館日毎週月曜日

## 交通
- JR・長野電鉄長野駅東口から長電バス 14系統に乗車、「若穂支所」下車
- 長野電鉄須坂駅 または しなの鉄道屋代駅から長電バス 屋代須坂線に乗車、「北野美術館」下車

## その他

### 湯島天満宮信濃分社

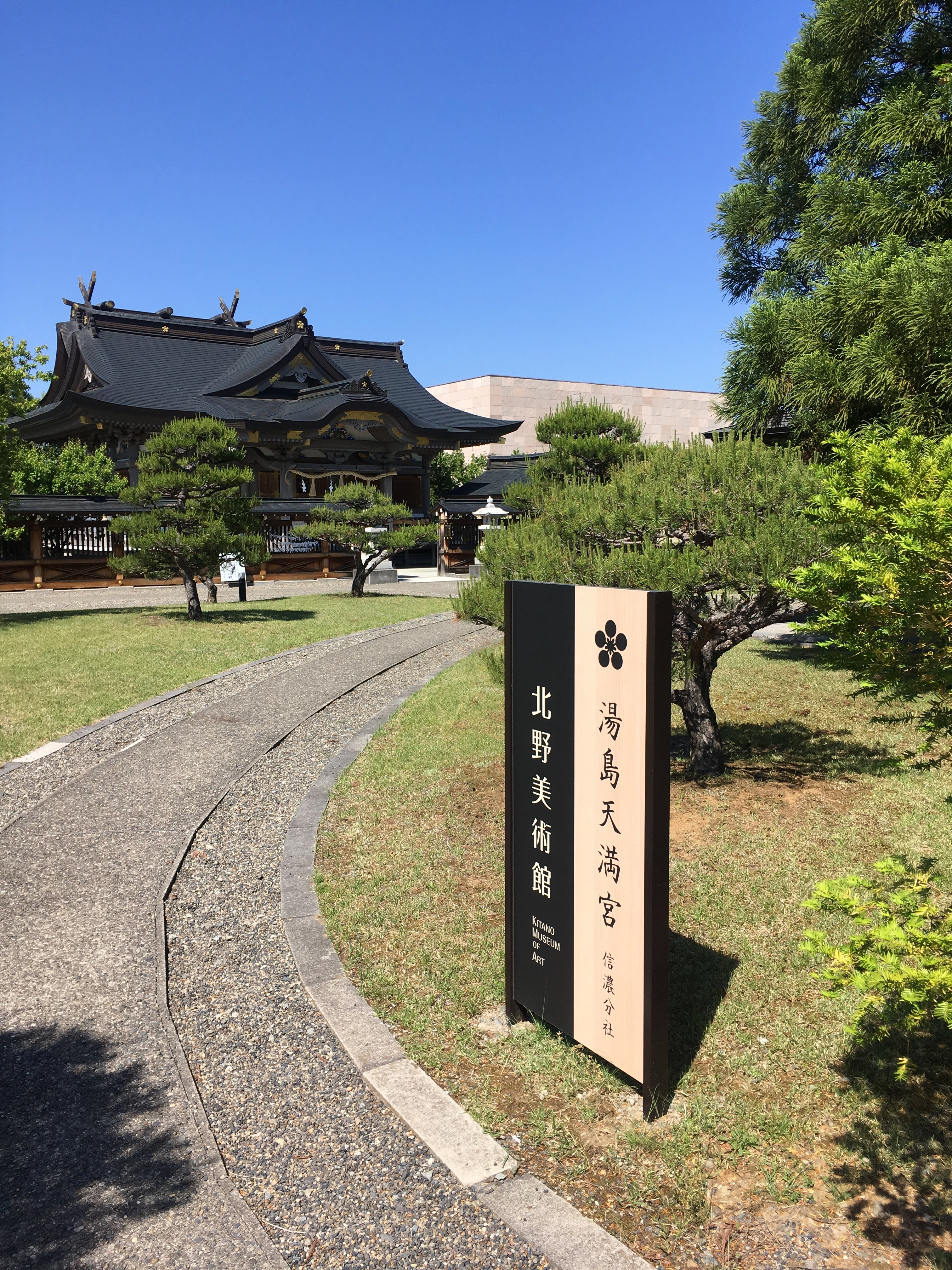
湯島天満宮信濃分社と北野美術館

美術館に隣接して、湯島天満宮（東京都文京区）から分霊された湯島天満宮信濃分社がある。
北野建設が湯島天満宮に奉納した社殿で、境内には長野オリンピックの折に高円宮・同妃とIOCのサマランチ会長（当時）夫妻が植樹した白梅がある。
湯島天満宮の分霊を祀るのは、当社と白岡八幡宮（埼玉県）境内神社の2社のみである。